# Municipio de Wayne (condado de Edwards)
El municipio de Wayne (en inglés: Wayne Township) es un municipio ubicado en el condado de Edwards en el estado estadounidense de Kansas. En el año 2010 tenía una población de 558 habitantes y una densidad poblacional de 4,23 personas por km².

## Geografía
El municipio de Wayne se encuentra ubicado en las coordenadas 37°57′17″N 99°15′54″O / 37.95472, -99.26500. Según la Oficina del Censo de los Estados Unidos, el municipio tiene una superficie total de 132.01 km², de la cual 132,01 km² corresponden a tierra firme y (0 %) 0 km² es agua.

## Demografía
Según el censo de 2010, había 558 personas residiendo en el municipio de Wayne. La densidad de población era de 4,23 hab./km². De los 558 habitantes, el municipio de Wayne estaba compuesto por el 78,49 % blancos, el 1,08 % eran afroamericanos, el 1,08 % eran amerindios, el 18,64 % eran de otras razas y el 0,72 % eran de una mezcla de razas. Del total de la población el 35,48 % eran hispanos o latinos de cualquier raza.